# Pierre Ranzoni
Pierre Ranzoni est un footballeur international français né le 31 mars 1921 à Paris et mort le 15 août 1999 à Montpellier. Il était milieu de terrain.

## Carrière de joueur
- CA Paris (formation-1944)
- Le Mans UC  (1944-1945)
- Stade de Reims (1945-1947)
- Red Star (1947-1948)
- Stade français-Red Star (1948-1950)
- Le Havre AC (1950-1951)
- FC Rouen

## Palmarès
- International A de 1949 à 1950 (2 sélections)
- Vice-champion de France 1947 avec le Stade de Reims.